# Golf Channel
Golf Channel est une chaîne de télévision sportive américaine appartenant à NBCUniversal dont le thème principal est le golf. Fondée à Birmingham en 1995, le siège de la chaîne a déménagé ses locaux pour Orlando. Elle est disponible aux États-Unis, Canada et quelques pays en Asie à travers le réseau câblé ou le satellite, et couvre environ 79 millions de foyers américains.

## Histoire et programmation
La chaîne a été lancée le 17 janvier 1995. L'idée d'une première chaîne sur le thème du golf programmée 24 heures sur 24 vint de l'entrepreneur Joseph E. Gibbs de Birmingham, Alabama, en 1991. Gibbs sentit que le public avait assez d'intérêt pour le golf pour être favorable à une telle chaîne, il commissionna une enquête Gallup pour vérifier si son instinct était bon. S'appuyant sur ces sondages, Gibbs et le golfeur légendaire Arnold Palmer financèrent à hauteur de 80 millions de $ le lancement de la chaîne, qui fut parmi les premières chaînes câblées à être développée pour couvrir un seul sport. Le premier tournoi que la chaîne diffusa en direct fut le Dubai Desert Classic, du 19 au 22 janvier 1995.
La chaîne présente une gamme de programme golf, incluant les évènements tels que le PGA Tour, l'European Tour, le LPGA Tour, le Champions Tour, le Nationwide Tour (en), le Canadian Tour (en) et le PGA Tour of Australasia. Il couvre aussi les tournois USGA et PGA of America.

## Canada
La chaîne fait partie de la liste de services par satellite admissibles du CRTC depuis le 22 juillet 1997. Elle a été ajoutée sur le câble numérique chez la plupart des distributeurs. Elle est sujet à un blackout lorsque les droits de diffusion canadiens pour une partie n'ont pu être obtenus.